# Escherange
Ne doit pas être confondu avec Enscherange.
Escherange est une commune française située dans le département de la Moselle, en région Grand Est.

## Géographie
La commune est composée des villages d'Escherange, le chef-lieu et de Molvange.

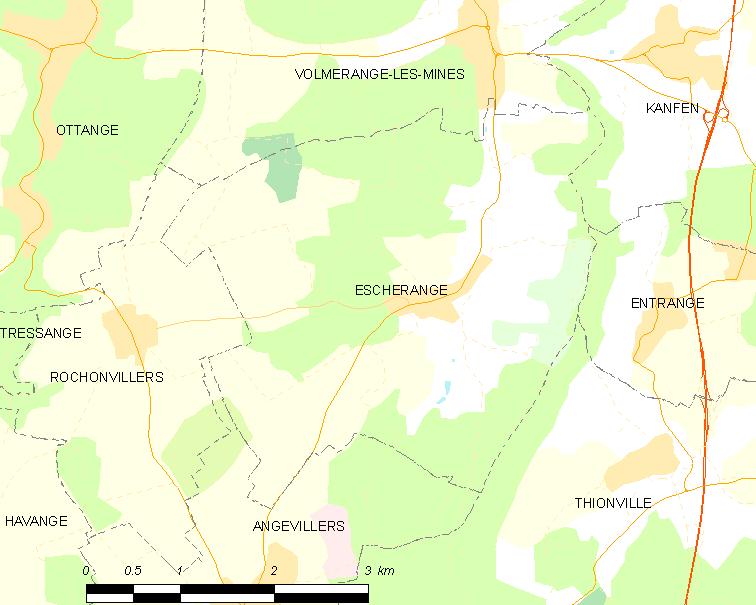
Carte de la commune.

|               | Volmerange-les-Mines | Kanfen                |
| Rochonvillers | Escherange           | Entrange              |
| Angevillers   |                      | Œutrange (Thionville) |

### Hydrographie

#### Réseau hydrographique
La commune est située dans le bassin versant du Rhin au sein du bassin Rhin-Meuse. Elle est drainée par le ruisseau de Volmerange.

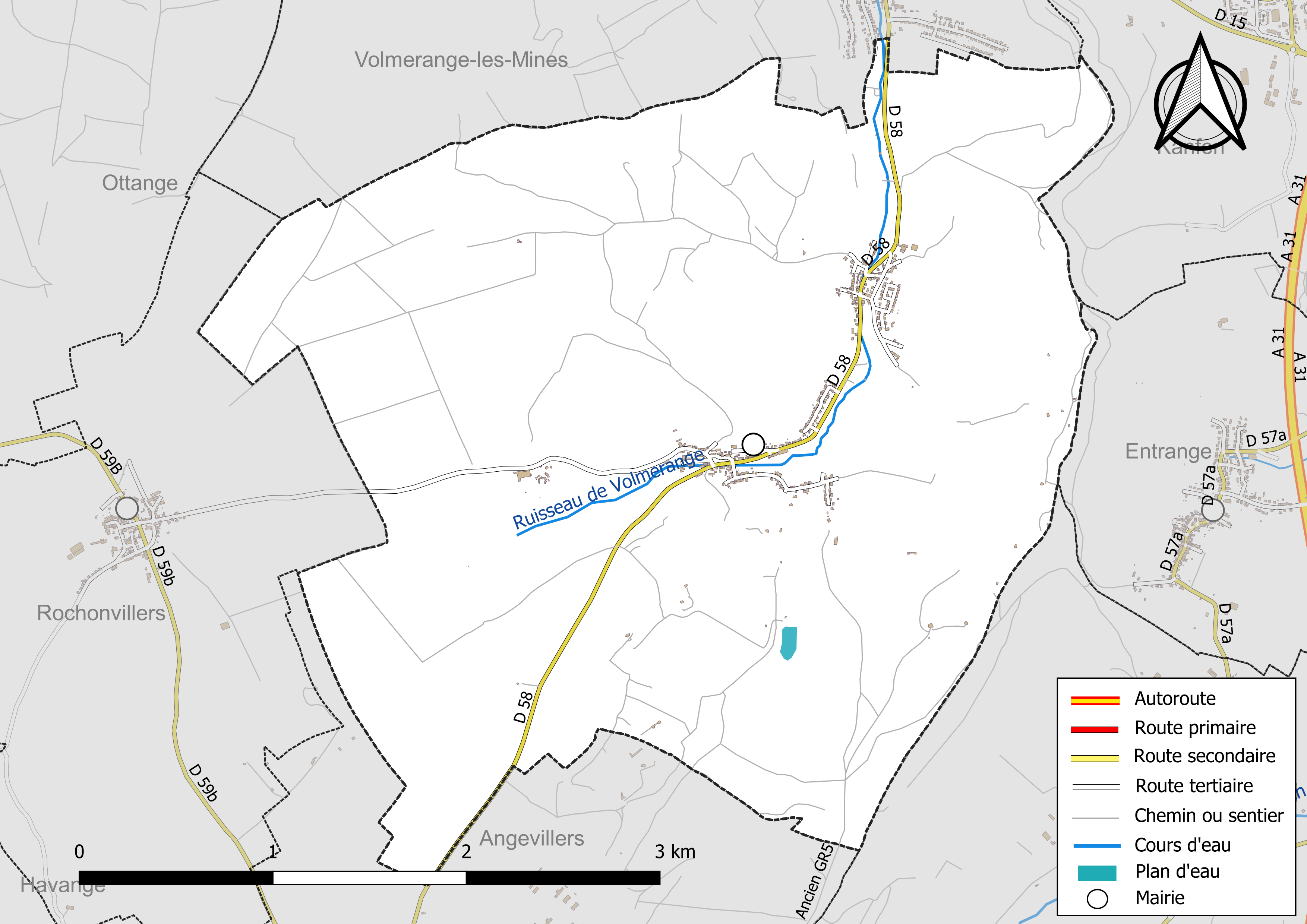
Réseaux hydrographique et routier d'Escherange.

#### Gestion et qualité des eaux
Le territoire communal est couvert par le schéma d'aménagement et de gestion des eaux (SAGE) « Bassin ferrifère ». Ce document de planification, dont le territoire correspond aux anciennes galeries des mines de fer, des aquifères et des bassins versants associés, d'une superficie de 2 418 km2, a été approuvé le 27 mars 2015. La structure porteuse de l'élaboration et de la mise en œuvre est la région Grand Est. Il définit sur son territoire les objectifs généraux d’utilisation, de mise en valeur et de protection quantitative et qualitative des ressources en eau superficielle et souterraine, en respect des objectifs de qualité définis dans le SDAGE  du Bassin Rhin-Meuse.

### Climat
Pour des articles plus généraux, voir Climat du Grand Est et Climat de la Moselle.
En 2010, le climat de la commune est de type climat de montagne, selon une étude du Centre national de la recherche scientifique s'appuyant sur une série de données couvrant la période 1971-2000. En 2020, Météo-France publie une typologie des climats de la France métropolitaine dans laquelle la commune est exposée à un climat semi-continental et est dans la région climatique  Lorraine, plateau de Langres, Morvan, caractérisée par un hiver rude (1,5 °C), des vents modérés et des brouillards fréquents en automne et hiver. 
Pour la période 1971-2000, la température annuelle moyenne est de 8,8 °C, avec une amplitude thermique annuelle de 16,6 °C. Le cumul annuel moyen de précipitations est de 841 mm, avec 12,3 jours de précipitations en janvier et 9,5 jours en juillet. Pour la période 1991-2020, la température moyenne annuelle observée sur la station météorologique de Météo-France la plus proche, « Malancourt », sur la commune d'Amnéville à 18 km à vol d'oiseau, est de 10,2 °C et le cumul annuel moyen de précipitations est de 884,1 mm. 
La température maximale relevée sur cette station est de 39,3 °C, atteinte le 25 juillet 2019 ; la température minimale est de −17,9 °C, atteinte le 5 janvier 1985,,. 
Les paramètres climatiques de la commune ont été estimés pour le milieu du siècle (2041-2070) selon différents scénarios d'émission de gaz à effet de serre à partir des nouvelles projections climatiques de référence DRIAS-2020. Ils sont consultables sur un site dédié publié par Météo-France en novembre 2022.

## Urbanisme

### Typologie
Au 1er janvier 2024, Escherange est catégorisée commune rurale à habitat dispersé, selon la nouvelle grille communale de densité à sept niveaux définie par l'Insee en 2022.
Elle est située hors unité urbaine. Par ailleurs la commune fait partie de l'aire d'attraction de Luxembourg (partie française), dont elle est une commune de la couronne,. Cette aire, qui regroupe 115 communes, est catégorisée dans les aires de 700 000 habitants ou plus (hors Paris),.

### Occupation des sols
L'occupation des sols de la commune, telle qu'elle ressort de la base de données européenne d’occupation biophysique des sols Corine Land Cover (CLC), est marquée par l'importance des territoires agricoles (56,4 % en 2018), une proportion identique à celle de 1990 (56,4 %). La répartition détaillée en 2018 est la suivante : 
forêts (36,8 %), terres arables (35,2 %), prairies (18,7 %), milieux à végétation arbustive et/ou herbacée (4,5 %), zones agricoles hétérogènes (2,6 %), zones urbanisées (2,3 %). L'évolution de l’occupation des sols de la commune et de ses infrastructures peut être observée sur les différentes représentations cartographiques du territoire : la carte de Cassini (XVIIIe siècle), la carte d'état-major (1820-1866) et les cartes ou photos aériennes de l'IGN pour la période actuelle (1950 à aujourd'hui).

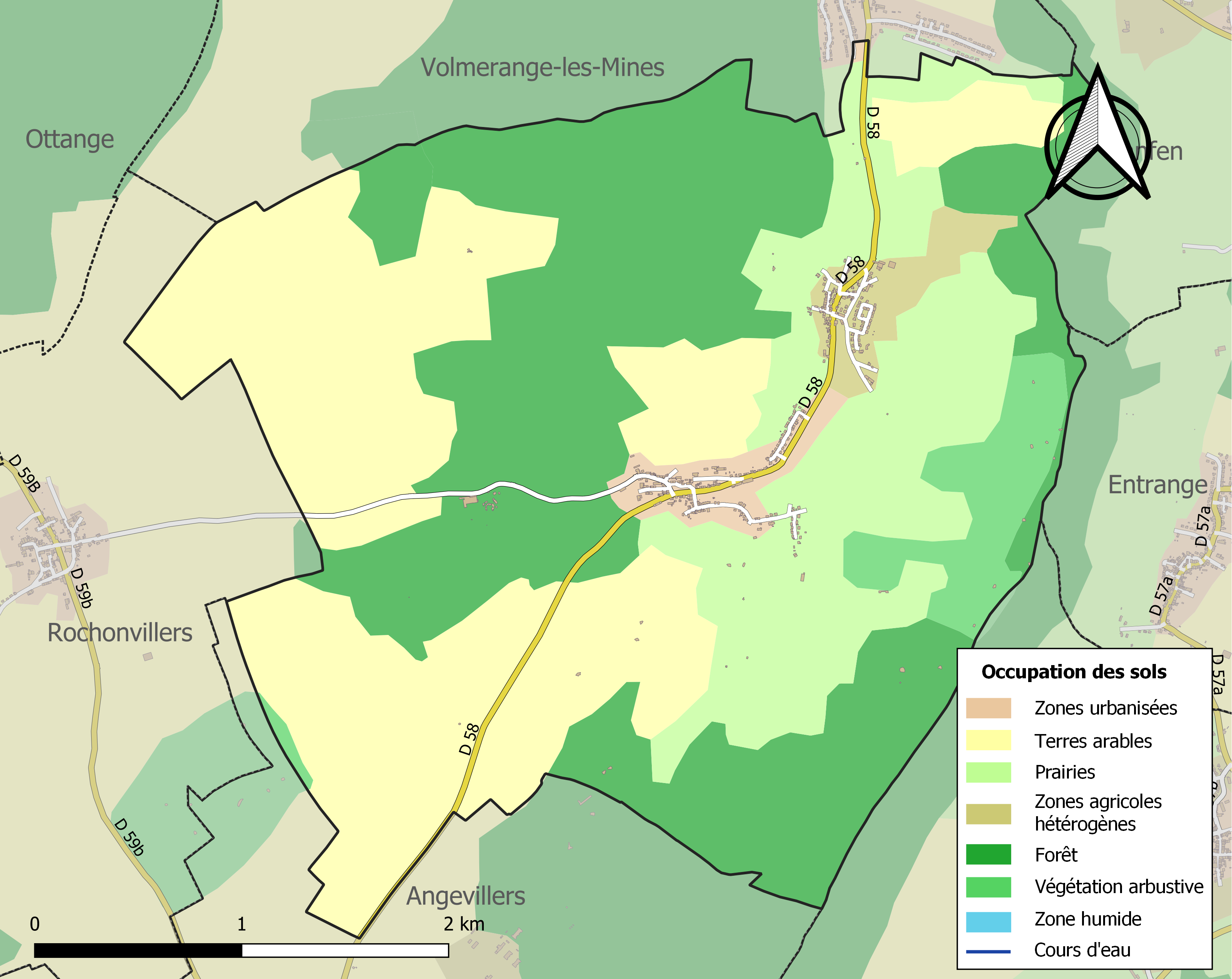
Carte des infrastructures et de l'occupation des sols de la commune en 2018 (CLC).

## Toponymie
- Escherange :  Eskirinchingos (893), Eschiringas (IXe siècle), Enxeranges (1214), Encheringa (1396), Enseringa / Enschringa / Enscringen (1544), Einschringen (1572), Enschringen (1588), Escheringen (1588), Enschringe (1686), Enschrange / Enscrange (1694), Hesserange / Esserange (1725), Escherange (1793), Escheringen (1871-1918). Eschringen en allemand[15]. Eescheréngen et Escheréng en francique lorrain.
- Molvange : Mœlfingen (1268), Molfingen (1473), Molwingen (1606), Molfange (1668), Molvingen (1686), Molvange (1793), Molvingen (1871-1918). Molwingen en allemand[15]. Muelwéngen, Muelwéng et Molweng en francique lorrain.

## Histoire
Découvertes d'artefacs préhistoriques s'étendant du Paléolithique supérieur à l'âge du bronze. Affleurements de chaille bajocienne.
Diverticule secondaire gallo-romain. Traces de centuriations. Sépultures gallo-romaines du IVe siècle. Vestiges gallo-romains sur plusieurs gisements.
Important site occupé de l'âge du bronze à la période mérovingienne.
Source guérisseuse (maladie des yeux) bénie, selon la légende, par saint Willibrord (mort en 739).
Ancienne maison franche au lieu-dit Buchhof.
Dépendait de l'ancien duché de Luxembourg. Possessions des seigneurs d'Ottange, de l'abbaye de Gorze et (puis) de Munster (Luxembourg) jusqu'à la Révolution. 
Molvange fut réuni à la seigneurie de Meilberg de 1432 à 1735. 
Escherange et Molvange ont été totalement détruits pendant la Guerre de Trente Ans (XVIIe siècle), puis en 1939-45.
Commune indépendante jusqu'en 1811, Molvange est aujourd'hui rattachée à la commune d’Escherange.

## Politique et administration
| Période                                  | Période         | Identité         | Étiquette | Qualité |
| ---------------------------------------- | --------------- | ---------------- | --------- | ------- |
| Les données manquantes sont à compléter. |                 |                  |           |         |
| mars 1983                                | 24 octobre 2006 | Roland Hilbert   |           |         |
| 24 octobre 2006                          | mars 2008       | Roland Hamen     |           |         |
| mars 2008                                | 2020            | Patrick Baily    |           |         |
| 2020                                     | En cours        | Bertrand Mathieu |           |         |

## Démographie
L'évolution du nombre d'habitants est connue à travers les recensements de la population effectués dans la commune depuis 1793. Pour les communes de moins de 10 000 habitants, une enquête de recensement portant sur toute la population est réalisée tous les cinq ans, les populations de référence des années intermédiaires étant quant à elles estimées par interpolation ou extrapolation. Pour la commune, le premier recensement exhaustif entrant dans le cadre du nouveau dispositif a été réalisé en 2004.

En 2022, la commune comptait 697 habitants, en évolution de +15,4 % par rapport à 2016 (Moselle : +0,52 %, France hors Mayotte : +2,11 %).
| 1793 | 1800 | 1806 | 1821 | 1836 | 1841 | 1861 | 1866 | 1871 |
| ---- | ---- | ---- | ---- | ---- | ---- | ---- | ---- | ---- |
| 306  | 328  | 309  | 531  | 614  | 557  | 574  | 601  | 506  |

| 1875 | 1880 | 1885 | 1890 | 1895 | 1900 | 1905 | 1910 | 1921 |
| ---- | ---- | ---- | ---- | ---- | ---- | ---- | ---- | ---- |
| 455  | 454  | 466  | 487  | 482  | 479  | 471  | 476  | 439  |

| 1926 | 1931 | 1936 | 1946 | 1954 | 1962 | 1968 | 1975 | 1982 |
| ---- | ---- | ---- | ---- | ---- | ---- | ---- | ---- | ---- |
| 459  | 674  | 464  | 344  | 349  | 469  | 406  | 406  | 363  |

| 1990 | 1999 | 2004 | 2006 | 2009 | 2014 | 2019 | 2022 | - |
| ---- | ---- | ---- | ---- | ---- | ---- | ---- | ---- | - |
| 377  | 432  | 540  | 543  | 600  | 590  | 686  | 697  | - |

## Culture locale et patrimoine

### Lieux et monuments

#### Édifices civils
- Diverticule gallo-romain.
- Anciens moulins.
- Carrières de pierre.

#### Édifices religieux

Église Saint-Pierre.

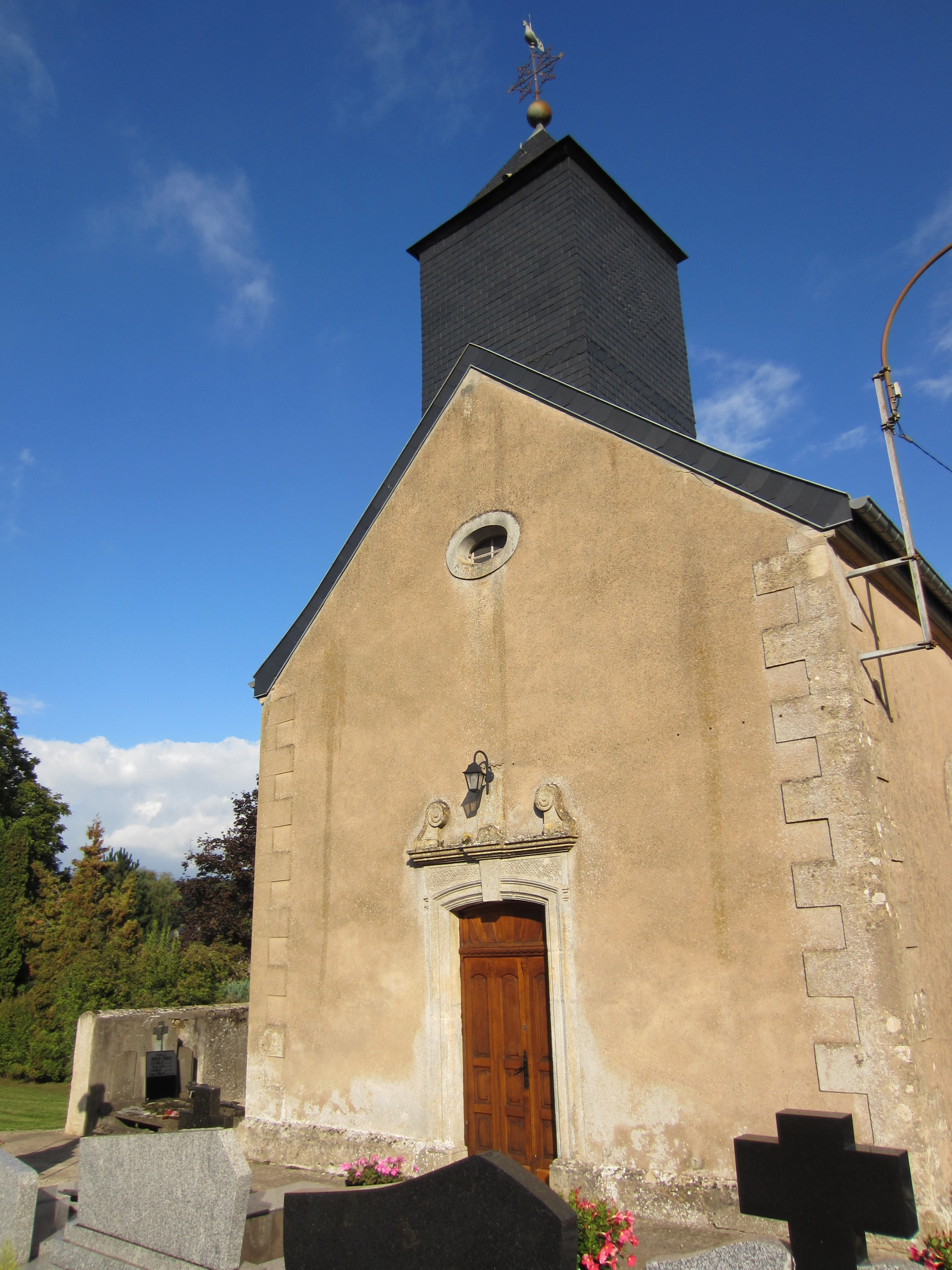
Chapelle Saint-Willibrord de Molvange.

- Église paroissiale Saint-Pierre ; construite au deuxième quart XIXe siècle à la place de l'ancienne église paroissiale construite sur un promontoire de l'autre côté de la vallée ; incendiée en 1940 ; reconstruite en 1961 (date portée sur la pierre de fondation dans le mur à côté de l'entrée). Le Mur de lumière (vitrail, 1962) est l'œuvre du peintre Jean Weinbaum ;
- Chapelle Saint-Willibrord à Molvange ; construite au XVe siècle ou XVIe siècle ; sacristie construite et nef reconstruite en 1761, date portée sur le linteau du portail de la façade occidentale ; toiture refaite et campanile construit en 1845.

#### Ligne Maginot
Le territoire de la commune d'Escherange est très riche en vestiges de la ligne Maginot avec pas moins de quatre casemates, deux abris d'intervalles et un gros ouvrage :

### Héraldique
| Blason de Escherange | Blason  | D'azur à deux clefs d'or en sautoir, à la lettre «m» d'argent brochant en abîme, accompagnée en chef d'une couronne d'or et en pointe d'un croissant d'argent. |
| Blason de Escherange | Détails | Le statut officiel du blason reste à déterminer. |

## Pour approfondir